# Jane Moffat
Jane Moffat ist eine kanadische Schauspielerin.

## Leben
Moffat wurde in Kanada geboren und lernte nach ihrer regulären Schulzeit am Lee Strasberg Theatre and Film Institute und den The Actors Studio in New York City das Schauspiel. Ende der 1980er Jahre kehrte sie nach Kanada zurück und ließ sich in Toronto nieder. Anfang/Mitte der 1990er Jahre debütierte sie in einer Nebenrolle in dem Fernsehfilm Eine Frau auf der Flucht – Die Lawrencia Bembenek Story. Es folgten weitere Kleinstrollen in Filmen und Episodenrollen. Sie wirkte in verschiedenen kanadischen und US-amerikanischen Fernsehserien mit. Größere Serienrollen hatte sie 2003 in Queer as Folk, 2011 in Die Kennedys, von 2011 bis 2012 in Alphas und 2015 in The Expanse. Von 2016 bis 2017 verkörperte sie die Rolle der Tanzlehrerin Mrs. Helsweel in insgesamt 60 Episoden der Fernsehserie Backstage.

## Filmografie
- 1993: Eine Frau auf der Flucht – Die Lawrencia Bembenek Story (Woman on the Run: The Lawrencia Bembenek Story) (Fernsehfilm)
- 1994: Side Effects – Nebenwirkungen (Side Effects) (Fernsehserie, Episode 1x09)
- 1995: Tek War – Krieger der Zukunft (TekWar) (Fernsehserie, Episode 1x08)
- 1995: Long Island Fever (Fernsehfilm)
- 1996: Gestohlene Herzen (Two If by Sea)
- 1996: Twisters – Die Nacht der Wirbelstürme (Night of the Twisters) (Fernsehfilm)
- 1997: The Newsroom (Fernsehserie, Episode 1x13)
- 1997: Söhne (Any Mother's Son)
- 1998: Valentine’s Day – Valentines letzter Einsatz (Valentine’s Day)
- 1998: Nikita (Fernsehserie, Episode 2x12)
- 1999: Foolish Heart (Fernsehserie, Episode 1x02)
- 1999: Ich liebe Dick (Dick)
- 1999: Little Men (Fernsehserie, Episode 2x05)
- 1999: Superstar – Trau’ Dich zu träumen (Superstar)
- 1999: New Jersey Turnpikes
- 2000: Highschool Cheaters – Die Superbetrüger (Cheaters) (Fernsehfilm)
- 2001: Haven (Fernsehfilm)
- 2001: Driven
- 2001: Tangled
- 2001: Our Hero (Fernsehserie, Episode 2x05)
- 2002: Interstate 60
- 2002: Gilda Radner: It's Always Something (Fernsehfilm)
- 2002: Patti (Fernsehserie, Episode 1x06)
- 2002–2003: Doc (Fernsehserie, 2 Episoden)
- 2003: Der Einsatz (The Recruit)
- 2003: Mutant X (Fernsehserie, Episode 2x20)
- 2003: Queer as Folk (Fernsehserie, 5 Episoden)
- 2003: A Taste of Shakespeare (Fernsehserie, eine Episode)
- 2004: The Eleventh Hour (Fernsehserie, Episode 2x03)
- 2004: Dead Lawyers (Fernsehfilm)
- 2005: Kevin Hill (Fernsehserie, Episode 1x12)
- 2005: ReGenesis (Fernsehserie, Episode 1x11)
- 2005: This Is Wonderland (Fernsehserie, Episode 2x07)
- 2007: Finn's Girl
- 2008: The Meaning of Wife (Kurzfilm)
- 2009: Flashpoint – Das Spezialkommando (Flashpoint) (Fernsehserie, Episode 2x02)
- 2009: Everything She Ever Wanted (Mini-Serie, 2 Episoden)
- 2010: Wer ist Clark Rockefeller? (Who is Clark Rockefeller?) (Fernsehfilm)
- 2010: Warehouse 13 (Fernsehserie, Episode 2x01)
- 2011: Skins (Fernsehserie, Episode 1x04)
- 2011: Die Kennedys (The Kennedys) (Mini-Serie, 3 Episoden)
- 2011: The Listener – Hellhörig (The Listener) (Fernsehserie, Episode 2x12)
- 2011: Moon Point
- 2011–2012: Alphas (Fernsehserie, 8 Episoden)
- 2012: Die Firma (The Firm) (Fernsehserie, 2 Episoden)
- 2012: Saving Hope (Fernsehserie, Episode 1x10)
- 2012: Come Dance with Me (Fernsehfilm)
- 2013: Mama
- 2013: Bomb Girls (Fernsehserie, 2 Episoden)
- 2013: Enemy
- 2013: Murdoch Mysteries (Fernsehserie, Episode 7x01)
- 2014: The Calling: Ruf des Bösen (The Calling)
- 2014: Guidance
- 2014: Odd Squad – Die Sondertruppe (Odd Squad) (Fernsehserie, Episode 1x11)
- 2015: Cold Deck
- 2015: The Expanse (Fernsehserie, 4 Episoden)
- 2015: Agatha (Fernsehfilm)
- 2016: Christmas Inc. (Christmas Incorporated)
- 2016–2017: Incorporated (Fernsehserie, 2 Episoden)
- 2016–2017: Backstage (Fernsehserie, 60 Episoden)
- 2017: Cradle to Grave (Fernsehfilm)
- 2017: Mary Kills People (Fernsehserie, Episode 1x03)
- 2017: The Sound
- 2018: Ghost BFF (Fernsehserie, 8 Episoden)
- 2018: Fahrenheit 451
- 2018: Songs My Mother Taught Me (Kurzfilm)
- 2018: Entertaining Christmas (Fernsehfilm)
- 2019: Scary Stories to Tell in the Dark
- 2019: Resolve (Kurzfilm)
- 2020: The Kall (Kurzfilm)